# Луций (консул 413 г.)
Вижте пояснителната страница за други личности с името Луций.
Флавий Луций (на латински: Flavius Lucius) e политик на Римската империя през 5 век.
През 408 г. Луций е комит (comes sacrarum largitionum) на източно римския императорски дворец. През 413 г. той е консул заедно с Хераклиан.